# Bohdașiv, Zdolbuniv
Bohdașiv (în ucraineană Богдашів) este localitatea de reședință a comunei Bohdașiv din raionul Zdolbuniv, regiunea Rivne, Ucraina.

## Demografie
Componența lingvistică a localității Bohdașiv
     Ucraineană (99,31%)
     Alte limbi (0,6%)
Conform recensământului din 2001, majoritatea populației localității Bohdașiv era vorbitoare de ucraineană (99,31%), existând în minoritate și vorbitori de alte limbi.